# 925년

## 연호
- 후당(後唐) 동광(同光) 3년
- 요(遼) 천찬(天贊) 4년
- 후백제(後百濟) 정개(政開) 26년
- 고려(高麗) 천수(天授) 8년
- 일본(日本) 엔초(延長) 3년
- 전촉(前蜀) 함강(咸康) 원년
- 남한(南漢) 건형(乾亨) 9년 / 백룡(白龍) 원년
- 양오(楊吳) 순의(順義) 5년
- 오월(吳越) 보대(寶大) 2년

## 기년
- 후당(後唐) 장종(莊宗) 3년
- 요(遼) 태조(太祖) 19년
- 신라(新羅) 경애왕(景哀王) 2년
- 고려(高麗) 태조(太祖) 8년
- 후백제(後百濟) 견훤(甄萱) 정개 34년
- 발해(渤海) 대인선(大諲譔) 20년

## 사건
- 후백제와 고려가 서로 볼모를 교환하고, 화친을 맺는다.
- 고울부장군 능문이 왕건에게 투항함.

## 탄생
- 고려(高麗) 4대 국왕(國王) 광종(光宗)

## 사망
- 고려(高麗)의 문신(文臣) 태평(泰評)